# Atomgods
Atomgods foi uma banda britânica de heavy rock do final da década de 1980.
A banda foi formada pelo ex-guitarrista do Inner City Unit Judge Trev Thoms, e a primeira formação da banda era completada por Hiro Sasaki e Kofi Baker (filho de Ginger Baker). Eles foram contratados pela GWR Records e produziram o álbum WOW!, lançado em 1988. 
Para a gravação do segundo álbum, quando a banda reduziu o seu nome para Atomgod e mudou o seu direcionamento musical para o thrash metal, Thoms uniu-se ao baixista Algy Ward (The Damned e Tank), ao guitarrista Bill Liesegang (Nina Hagen Band e banda solo de John Wetton) e ao baterista Steve Clarke (Fastway).
Após o fim da banda, o baterista Steve Clarke formou a banda Necropolis, que continha a participação de músicos do Atomgods, e gravou os álbuns Blueprint for Bedlam e End Of The Line.
Existem rumores de que os guitarristas do Motörhead Würzel e Fast Eddie Clarke contribuíram para algumas gravações da banda (o que teria sido facilitado por a banda gravar para o selo GWR Records), algo nunca confirmado ou negado.

## Discografia
- 1988 - WOW!
- 1992 - History Re-Written